# Doliny marginalne
Doliny marginalne – forma utworzona na skutek erozyjnej działalności rzeki marginalnej, płynącej wzdłuż bocznych krawędzi lodowca.
Dno doliny jest pokryte żwirami i piaskami. Doliny marginalne przechodzą płynnie w równiny sandrowe.
Doliny sandrowe dzielą się na zewnętrzne i wewnętrzne w zależności od strony moreny bocznej, po której powstały. Doliny zewnętrzne powstały, gdy lodowiec był na tyle silny, że wody roztopowe wraz z piaskami i żwirami przelały się przez wał.